# Alphitonia excelsa
Alphitonia excelsa es una especie de plantas de la familia Rhamnaceae. Es endémica de Australia, siendo encontrada en Nueva Gales del Sur, Queensland, el Territorio del Norte y la punta noreste de Australia Occidental. 
De valor como árbol ornamental, es una forrajera para ovejas y bovinos, y no es astringente como algunas de las especies comestibles. 

## Descripción
Hojas elípticas, aovadas a oblongas, mayormente de 5–14 cm de largo x 2–5 cm de ancho, verde oscuras, brillantes, y finamente reticuladas arriba, abajo densamente pubescente blanca con la venación alzada y pardo verde; pecíolo de 5–10 mm de largo: estípulas de 2–10 mm de largo. Fruto ovoide a globoso, de 5–10 mm de diámetro, negro.

## Usos
Madera muy útil para mangos de herramientas, construcción, presenta al primer corte un color suave, y gradualmente se oscurece. 
Plantado en una posición del paisaje bien drenada, crece dando una espléndida sombra, alcanzando 21 m en condiciones húmedas cálidas; o puede permanecer relativamente pequeño en áreas más frías como Canberra o similares climas. 

## Taxonomía
Alphitonia excelsa fue descrita por (Fenzl) Reissek ex Benth. y publicado en Flora Australiensis: a description . . . 1: 414, en el año 1863.
Sinonimia
- Alphitonia excelsa var. acutifolia Braid
- Ceanothus excelsa (Fenzl) Steud.
- Colubrina excelsa Fenzl basónimo[2]